# Torneo de Raanana
El Vanessa Phillips Women's Tournament es un torneo de tenis profesionales femeninas, jugado en canchas duras al exteriores. El evento se clasifica como $75,000 del Circuito Femenino ITF. Se ha celebrado en Eilat, Israel, cada año, desde 2013. A partir del 2014 su nombre cambio a Israel Open y forma parte de los torneos WTA 125s.

## Finales anteriores

### Individuales
| Años                         | Campeona        | Subcampeona     | Resultado     |
| ---------------------------- | --------------- | --------------- | ------------- |
| ↓ Torneos de $75,000 event ↓ |                 |                 |               |
| 2013                         | Elina Svitolina | Marta Sirotkina | 6–3, 3–6, 7–5 |
| ↓ WTA $125,000 ↓             |                 |                 |               |
| 2014                         | Bandera de ?    | Bandera de ?    |               |

### Dobles
| Años                         | Campeona                          | Subcampeona                           | Resultado |
| ---------------------------- | --------------------------------- | ------------------------------------- | --------- |
| ↓ Torneos de $10,000 event ↓ |                                   |                                       |           |
| 2013                         | Alla Kudryavtseva Elina Svitolina | Corinna Dentoni Aliaksandra Sasnovich | 6–1, 6–3  |
| ↓ WTA $125,000 ↓             |                                   |                                       |           |
| 2014                         | Bandera de ? · Bandera de ?       | Bandera de ? · Bandera de ?           |           |